# Nicolas Niverge Nynkeu
Nicolas Niverge Nynkeu ( Douala, 14. prosinca 1982. ) je kamerunski nogometaš, vezni igrač. Trenutni klub za koji igra je bivši hrvatski prvoligaš NK Međimurje. U Međimurje prelazi iz redova Vinogradara u siječnju 2012. Uz dva navedena kluba ovaj nogometaš je igrao i u NK Kiseljaku, NK Žepču, sinjskom Junaku, Croatiji iz Sesveta, Slaven Belupu i NK Vinogradaru.

## Vanjske poveznice
- Profil na HNL statistici
- transfermarkt.de profil[neaktivna poveznica]
- Profil na sportnet.hr  Arhivirana inačica izvorne stranice od 4. siječnja 2010. (Wayback Machine)